# 吉尔贝·艾蒂安
吉尔贝·艾蒂安（法語：Gilbert Étienne，法語發音：[ʒilbɛʁ etjɛn]；1928年6月22日—2014年5月17日），出生于瑞士纳沙泰尔，作家、经济学家，曾在瑞士日内瓦高等国际关系学院教学，1997年担任瑞士日内瓦亚洲学会主席，主要研究印度、中国、巴基斯坦的经济课题。